# Sanatorium Schloss Tegel

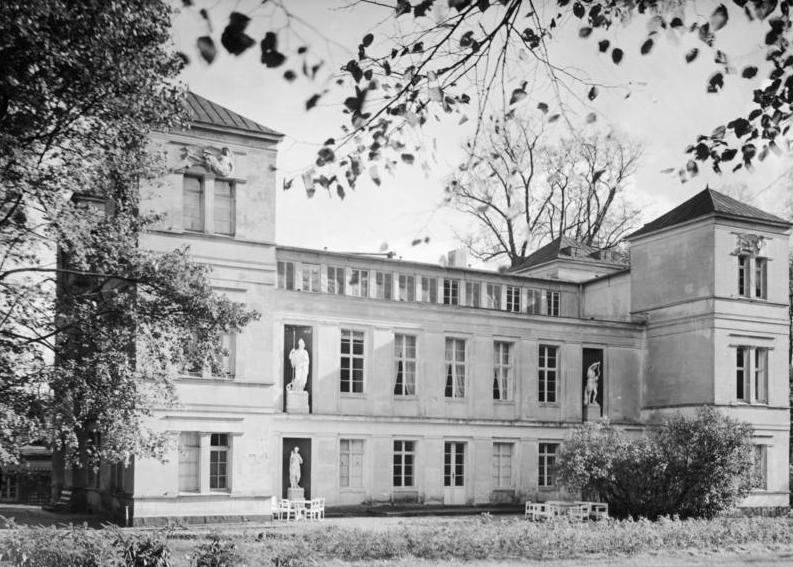
Schloss Tegel, 1931

Das Sanatorium Schloss Tegel war die erste psychoanalytische Klinik der Welt. Sie befand sich im Park des Schlosses Tegel im Berliner Bezirk Reinickendorf.

## Geschichte
Eine erste Erwähnung des Sanatoriums Schloss Tegel erfolgte bereits 1910, als sich der niederländische Geiger Alexander Schmuller dort aufhielt.
Das Sanatorium wurde am 11. April 1927 von Ernst Simmel gegründet. Im Konzept des Krankenhauses waren Forschung, Klinik und Ausbildung in einem Haus vereint. Nach der Weltwirtschaftskrise musste das Sanatorium im August 1931 – trotz internationaler Initiativen – schließen. Das Konzept der Klinik war Vorbild der in den USA gegründeten Menninger-Klinik.
Unter anderen hielt sich auch Sigmund Freud hier auf. Zu den Patienten gehörte Prinzessin Alice von Battenberg. 